# Diecezja Quiché
Diecezja Quiché (łac. Dioecesis Quicensis) – diecezja Kościoła rzymskokatolickiego w Gwatemali. Należy do metropolii Los Altos Quetzaltenango–Totonicapán.

## Ordynariusze
- Humberto Lara Mejía, C.M. (1967 - 1972)
- José Julio Aguilar García (1972 - 1974)
- Juan José Gerardi Conedera (1974 - 1984)
- Julio Edgar Cabrera Ovalle (1986 - 2001)
- Mario Alberto Molina Palma, O.A.R. (2004 - 2011)

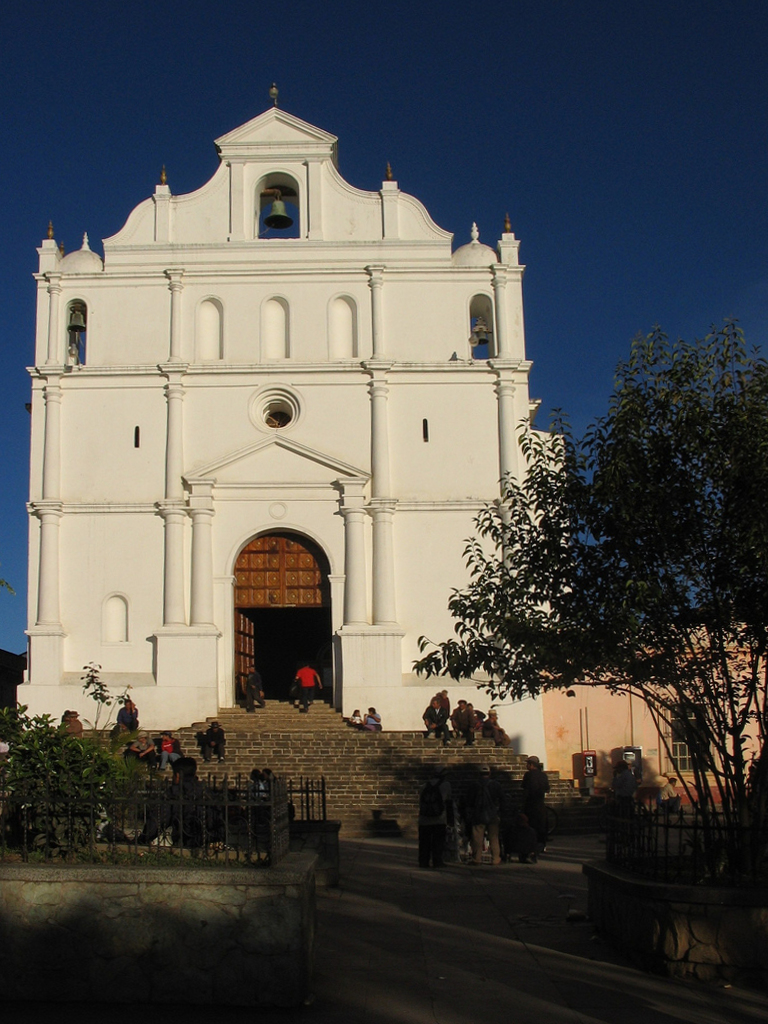
Katedra w Quiche

- Rosolino Bianchetti (2012 - 2023)
- Juan Manuel Cuá Ajacum (od 2023)